# Койденское сельское поселение
Койденское сельское поселение или муниципальное образование «Койденское» — упразднённое муниципальное образование со статусом сельского поселения в Мезенском муниципальном районе Архангельской области.
Соответствует административно-территориальной единице в Мезенском районе — Койденскому сельсовету.
Административный центр — село Койда.

## География
Койденское сельское поселение находится на севере Мезенского муниципального района, на Зимнем берегу Горла Белого моря, на Абрамовском берегу Мезенской губы и на острове Моржовец. Главная река поселения — Койда.

## История
Муниципальное образование было образовано в 2006 году.

## Население
| 2010 | 2011 | 2012 | 2013 | 2014 | 2015 |
| ---- | ---- | ---- | ---- | ---- | ---- |
| 519  | ↘515 | ↘508 | ↗514 | ↗515 | ↗519 |
| 2016 | 2017 | 2018 | 2019 | 2020 | 2021 |
| ↘481 | ↘478 | ↘469 | ↘445 | ↘443 | ↘334 |

## Состав сельского поселения
В состав сельского поселения входят населённые пункты::
- Маяк Вороновский
- Койда
- Майда
- Моржовец